# باربارا باتس
باربارا باتس (بالإنجليزية: Barbara Bates) هي عارضة وممثلة أمريكية، ولدت في 6 أغسطس 1925 بدنفر في الولايات المتحدة، وتوفيت بنفس المكان في 18 مارس 1969 بسبب اختناق.

## أعمال

### أفلام
- (1948) جوني بليندا
- (1950) كل شيء عن إيف

## وصلات خارجية
- باربارا باتس على موقع IMDb (الإنجليزية)
- باربارا باتس على موقع ألو سيني (الفرنسية)
- باربارا باتس على موقع أول موفي (الإنجليزية)
- باربارا باتس على موقع قاعدة بيانات الأفلام السويدية (السويدية)
- باربارا باتس على موقع إن إن دي بي (الإنجليزية)
- باربارا باتس على موقع قاعدة بيانات الفيلم (الإنجليزية)
- باربارا باتس على موقع كينوبويسك (الروسية)